# Ambliopia
L'ambliopia és un trastorn del sistema visual que es caracteritza per una visió escassa d'un ull que per altra banda, fisiològicament és normal o que presenta un grau d'anormalitat estructural inestimable. El Termcat el defineix com un «defecte visual consistent en la disminució de l'agudesa visual, que no és atribuïble a una causa orgànica». Es considera que afecta entre un 1 i un 5% de la població. Col·loquialment es denomina «ull gandul».
Segons l'origen, l'ambliopia es pot classificar en estràbica, anisimetròpica, isoametròpica o per degradació de la imatge.
Pot existir algun defecte a l'ull, com ara una miopia, però això no justifica pèrdua de visió. Generalment l'afectació és unilateral i es produeix a conseqüència de falta d'estimulació visual adequada durant el període crític de desenvolupament visual, cosa que afecta els mecanismes neuronals encarregats de la visió.
És possible que l'ambliopia afecti els dos ulls, si els dos han sofert un període llarg de privació visual. Això pot passar quan existeix una cataracta congènita que afecti els dos ulls (opacitat del cristal·lí present en el naixement que impedeix la visió). Si es realitza una intervenció quirúrgica aviat per eliminar la cataracta, l'infant podrà tenir una bona visió, però si la intervenció es fa massa tard, després que passi el període maduratiu de desenvolupament visual, la cirurgia de la cataracta no servirà per millorar la capacitat visual, car el cervell no és capaç de processar els estímuls visuals, per tant el dèficit de visió seria en aquest últim exemple impossible de corregir.
En la majoria dels casos existeix un defecte de refracció (miopia, astigmatisme o hipermetropia) asimètric que no ha estat detectat o corregit durant la infantesa. Quan la diferència de capacitat visual entre els dos ulls és important, l'infant utilitza únicament l'ull de major capacitat, mentre que el contrari acaba per quedar anul·lat funcionalment, encara que la seva estructura física romangui intacta.
El tractament més comú consisteix a realitzar l'oclusió durant períodes controlats de l'ull que té bona visió per estimular les vies neuronals de l'ull afectat.

## Causes
Entre les causes d'ambliopia es troben:
- Estrabisme. En aquesta malaltia l'ull desviat perd la seva capacitat en benefici de l'ull fixador.
- Privació. És el cas de la cataracta congènita (present des del naixement) i altres trastorns com l'opacitat de la còrnia i la ptosi palpebral (caiguda de la parpella). Si el trastorn no es corregeix a temps, la pèrdua de visió persisteix encara que la malaltia que la va originar s'hagi solucionat.
- Ametropies. Com ja s'ha comentat passa freqüentment en casos de miopia si la diferència de graduació entre els dos ulls és important.

## Tractament
El tractament es basa en tres pilars fonamentals: determinar la causa del problema, corregir-la amb els mitjans necessaris —per exemple l'ús d'ulleres si existeix alguna anomalia de refracció— i realitzar l'oclusió de l'ull que té bona visió per estimular les vies neuronals de l'ull afectat.
Els nens hauran de ser controlats periòdicament, amb la freqüència necessària, fins als dotze anys. La col·laboració dels seus pares és bàsica, ja que gran part de l'èxit del tractament depèn de la seva dedicació. La recuperació és més ràpida si són sotmesos a un programa d'estimulació primerenca.
El diagnòstic primerenc és prioritari i ha de ser realitzat per l'especialista en entrenament visual. En la detecció del trastorn han de col·laborar els pares, professors i optòmetres.
El tractament ha d'iniciar-se com més aviat millor, preferentment des del moment en què es detecti i és necessari realitzar un control des del moment en què neixen els nens, avaluant objectivament.
Un ús correcte dels pegats ortòptics haurà de fer-lo un especialista capacitat, pel fet que cada pacient haurà de portar un estricte control i un esquema personalitzat de revisions periòdiques per l'especialista. Un mal ús dels pegats ortòptics pot empitjorar les condicions inicials. El tractament no ha de ser abandonat abans de l'edat de deu anys pel risc de recaiguda.